# Swifty McVay
Swifty McVay (* 17. März 1976 in Detroit, Michigan; bürgerlich Ondre Moore) ist ein US-amerikanischer Rapper und Mitglied der Detroiter Hip-Hop-Crew D12.

## Karriere
Swifty stieg 1999 als Ersatzmann für den erschossenen Bugz bei D12 ein. Bugz selbst hatte sich noch vor seinem Tod für Swift als möglichen Nachfolger ausgesprochen.
Im Jahr 2000 war Swifty dann erstmals auf dem Album The Marshall Mathers LP des Rapstars Eminem zu hören. Ebenfalls produziert von Eminem entstand 2001 das erste Album Devils Night von D12. Im Jahr 2004 folgte das zweite ebenso erfolgreiche Album D12 World.
Neben der Musik ist Swifty auch im Filmgeschäft involviert. So hatte er 2005 einen Auftritt in dem Film Spiel ohne Regeln.
Im Jahr 2002 gründete Swift seine eigene Produktionsfirma, die Fyre Department Production Company. Außerdem produzierte er eine Mix-CD mit dem Titel Forrest Fyres.
Im Mai 2006 wurde Swifty zu 96 Tagen Haft verurteilt, weil er gegen Bewährungsauflagen verstoßen haben soll, die von einem Urteil wegen Alkohol am Steuer herrührten. Der Rapper versäumte einen Gerichtstermin wegen der Teilnahme an der Beerdigung von Proof. Zehn Tage wurden von der Strafe abgezogen, da Swifty diese Zeit schon im Gefängnis verbracht hatte. Die restliche Zeit saß er im Gefängnis von Oakland County ab.
Im Juni 2014 erschien sein viertes Mixtape Poetic Poltergeist, welches unter anderem unveröffentlichte Aufnahmen des verstorbenen D12-Mitglieds Proof enthält. Anfang 2017 kam sein erstes Studioalbum Grey Blood auf den Markt. Dort sind unter anderem seine Kollegen von D12 Mr. Porter, Kuniva und Bizarre als Featuregäste vertreten.

## Privat
Er ist verheiratet und hat mehrere Kinder, zudem wohnt er in seiner Heimatstadt Detroit.

## Diskografie
Studioalben
- 2017: Grey Blood

EPs
- 2008: Underestimated Vol. 1
- 2009: Underestimated Vol. 2 Vengeance

Mixtapes
- 2006: Forest Fyres
- 2009: Iwannacatchacase
- 2013: Retro Hip Hop
- 2014: Poetic Poltergeist

D12
→ siehe D12/Diskografie